# Grupo de combate
O grupo de combate é um tipo de unidade militar, com características diferentes de exército para exército. Conforme o país, pode referir-se desde a uma pequena unidade elementar chefiada por um sargento a uma unidade de dimensão equivalente ao regimento ou superior. Em alguns países, em vez de "grupo de combate" é utilizado o termo "grupo de batalha" (battlegroup em inglês).

## Grupos de combate em vários países

### Brasil
Um grupo de Combate (GC) é a unidade tática básica de combate da Infantaria do Exército, tem por finalidade localizar, cerrar sobre o inimigo e destruí-lo pelo fogo e movimento, repelir seu ataque pelo fogo e combate aproximado. Na infantaria da Marinha e do Exército três grupos de combate mais um grupo de apoio de fogo formam um Pelotão de fuzileiros, que também é usado em regimentos de cavalaria blindados do Exército, mas nestes são denominados como esquadrão de fuzileiros.
O grupo de combate é composto por nove combatentes: um 3º sargento que é seu comandante, e duas esquadras com quatro combatentes cada, três soldados e um cabo.
O grupo de combate é organizado em três Esquadras de tiro, controladas cada uma por um cabo comandante.
A esquadra por sua vez é constituída por um cabo, seu comandante, que também atua como granadeiro, um soldado atirador que é responsável pela execução dos tiros da arma automática da esquadra, que no Exército é o fuzil FAP, e dois soldados fuzileiros que são os elementos de manobra, assim como o cabo, todos equipados com fuzis, IA2 no Exército e M-16A2 nos fuzileiros.
Já os grupos de apoio são formados por esquadras que conduzem os morteiros e as metralhadoras de grande cadência de tiros do pelotão, no Exército geralmente metralhadoras MAG, o número de combatentes do grupo de apoio é o mesmo do grupo de combate, no entanto seu emprego é diferente devido as armas de emprego coletivo utilizadas, o atirador da metralhadora em um GA atua identificando alvos, apoiando o avanço dos grupos de combate com cobertura de fogo e seu municiador atua carregando munição adicional, o reparo onde é apoiada a metralhadora, ajuda na solução de incidentes de tiro e deve estar preparado para substituir o atirador da metralhadora. E na vanguarda do GA também atua a esquadra responsável pelo emprego dos morteiros, também auxiliando o avanço dos grupos de combate utilizando-se dos fogos do morteiro para abater a posição inimiga.

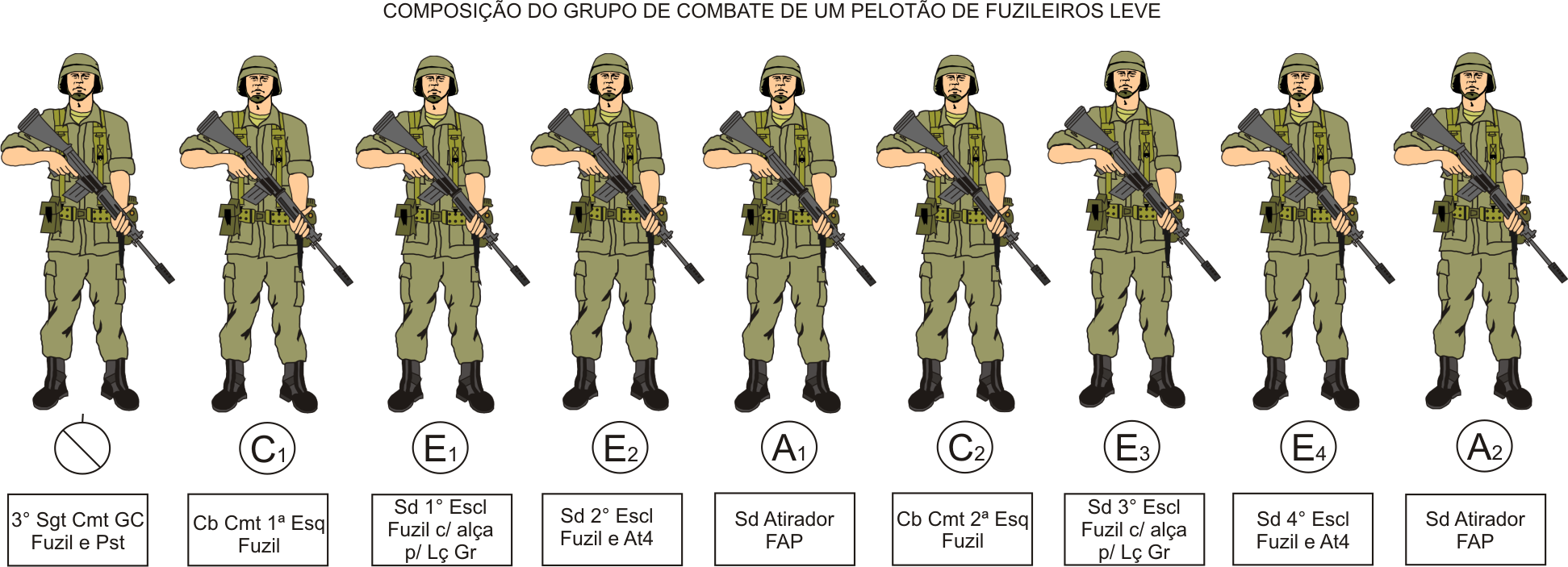
Composição do Grupo de Combate de um Pelotão de Fuzileiros (desatualizada)

### Portugal
No Exército Português, o grupo de combate (GrComb) constitui uma unidade equivalente a um pelotão, mas com uma organização especial. Atualmente, normalmente é apenas mantido na organização das companhias de comandos.

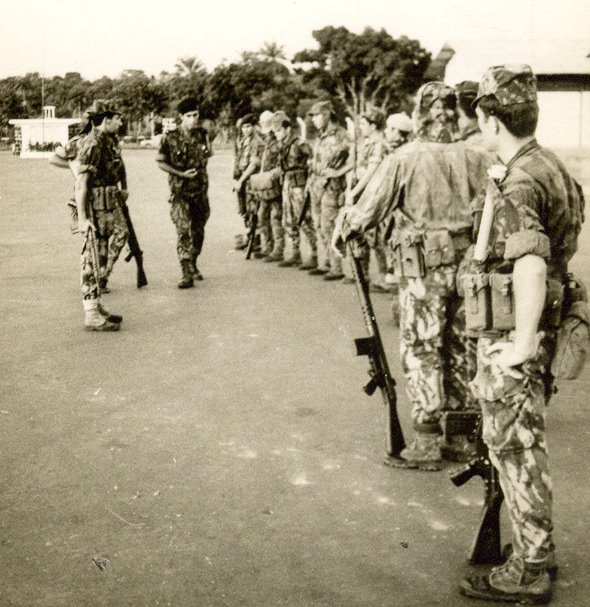
Grupo de combate de comandos do Exército Português, pronto para uma operação na Guiné, 1966.

O grupo de combate surgiu durante a década de 1960, no contexto da Guerra do Ultramar. As principais unidades operacionais empenhadas pelo Exército Português nos três teatros de operações daquele conflito (Angola, Guiné Portuguesa e Moçambique) eram as companhias do tipo caçadores (infantaria ligeira), cuja orgânica formal incluía três pelotões de caçadores (subunidades de manobra) e um pelotão de acompanhamento (subunidade de armas de apoio). Esta organização - que seguia um modelo pensado para a guerra convencional - não foi contudo considerada a mais adequada para a luta de guerrilha. Como tal, no terreno, as companhias de caçadores começaram a adaptar oficiosamente a sua organização operacional, transformando os seus pelotões em quatro subunidades de igual potencial de combate, designadas "grupos de combate".
Geralmente, cada grupo de combate era composto por um total de 28 militares, que incluía um oficial subalterno (comandante de GrComb), três sargentos ou furriéis (comandantes de secção), seis primeiros-cabos (comandantes de esquadra) e 18 segundos-cabos e soldados, dos quais 14 atiradores, um apontador de metralhadora, um apontador de morteiro, um apontador de lança granadas-foguete (LGF) e um radiotelegrafista. Com exceção dos apontadores de armas pesadas, todos os militares estavam armados com espingarda automática, das quais duas equipadas com dispositivo de lançamento de granada de mão (Dilagrama). O GrComb subdividia-se em três secções, cada qual compreendendo duas esquadras. Resultando de uma organização informal no terreno, a organização dos GrComb de combate e a sua quantidade por companhia teve várias variantes.
Os grupos de combate dos comandos (geralmente designados "grupos de comandos") adotaram uma orgânica diferente, sendo constituídos por 25 militares organizados em cinco equipas de cinco elementos. Estas eram uma equipa de comando (constituída pelo oficial comandante do grupo, operador de rádio, socorrista e dois atiradores), três equipas de manobra (sargento chefe de equipa, apontador de metralhadora, municiador de metralhadora e dois atiradores) e uma equipa de armas de apoio (sargento chefe de equipa, apontador de LGF, municiador de LGF e dois atiradores).